# Inter 1

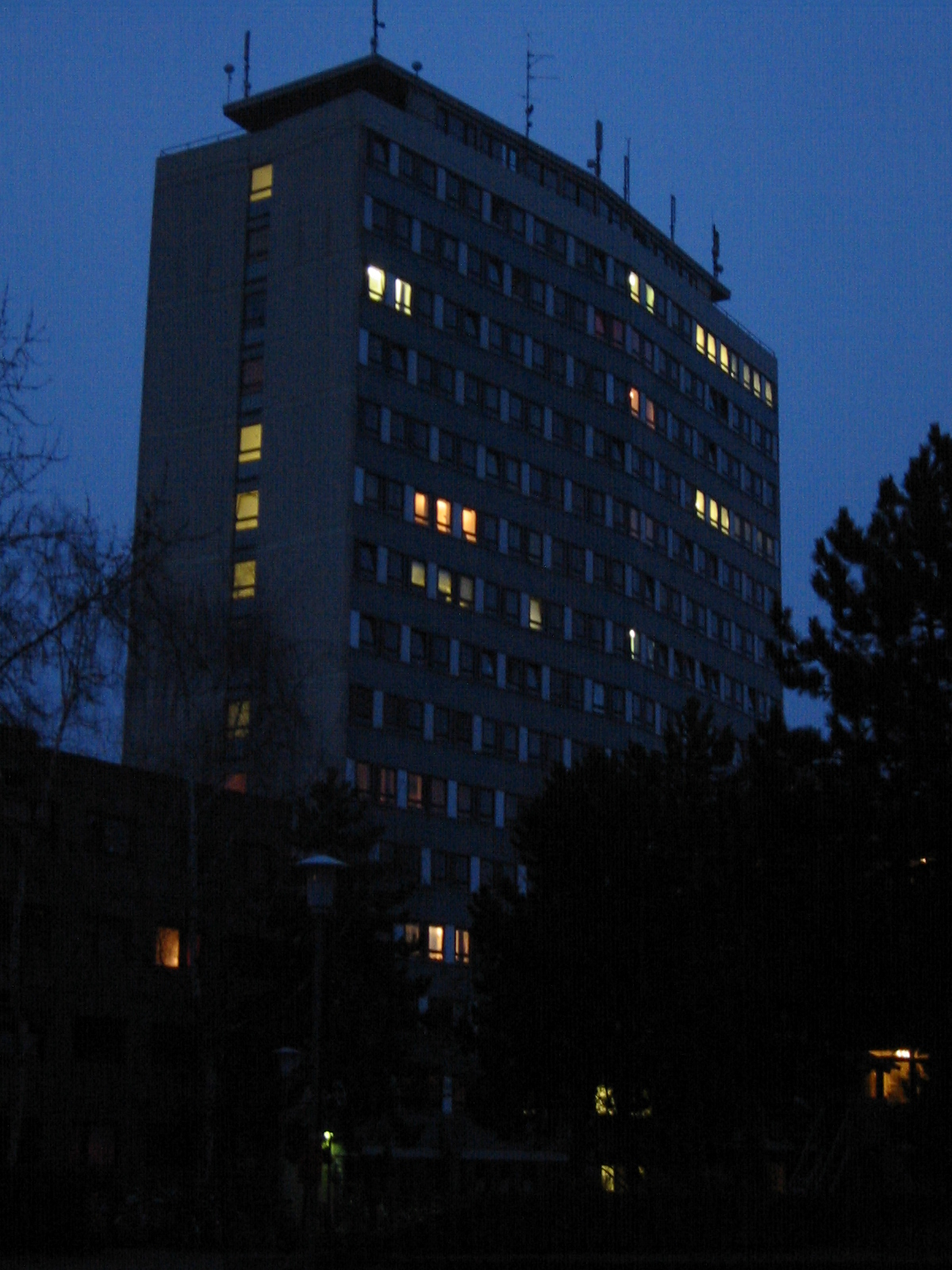
Das Inter 1 bei Nacht

Das Inter 1 war ein Studentenwohnheim des Landes Rheinland-Pfalz für die Johannes Gutenberg-Universität Mainz in der Trägerschaft des Studierendenwerk Mainz. Es geriet im April 1982 wegen einer Auseinandersetzung zwischen iranischen Studenten in die Schlagzeilen der Presse.

## Geschichte

### Die Anfänge
Das Studentenwohnheim war eines der ersten seiner Art, ein Hochhaus mit rhomboidem Grundriss, das 1966 auf dem zur gleichen Zeit neu errichteten Campus der Universität Mainz entstanden war. Der Name steht für „International“, weil laut Satzung des Studentenwerks Mainz ein Drittel der Zimmer mit ausländischen Studenten zu belegen sind. Die Nummerierung diente zur Abgrenzung zum Inter 2, einem weiteren Studentenwohnheim auf dem Campus, das zehn Jahre später, im Jahr 1976, errichtet wurde. Diesen beiden Wohnheime wurden seinerzeit vom Land Rheinland-Pfalz gebaut und kostenfrei dem Studierendenwerk zur Verwaltung überlassen. Auf Wunsch der damaligen Landesregierung, die mit dem Bau der internationalen Studentenwohnheime ihre Landesuniversität gleich zu Beginn international ausrichten wollte, wurde das Bauwerk aus Repräsentationsgründen an die stark befahrene Saarstraße verlegt. Das Studentenwohnheim „Inter 1“ bot auf 14 Stockwerken Platz für 196 Studenten, d. h. 14 Wohnungen pro Etage. Die etwa 10 m² großen Zimmer waren mit einem Waschbecken ausgestattet. Anfangs gab es auch noch Doppelzimmer, als Doppelzimmer keinen Absatz mehr fanden, gab es sogar die Abgabe an verheiratete „Pärchen“. Jeder Flur hatte einen gemeinsamen Aufenthaltsraum, Küchen und Duschen. Außerdem hatte jeder Flur seinen eigenen Telefonanschluss, dieser wurde abends oft von jungen Menschen aus dem Ausland benutzt, um sich kostengünstig anrufen zu lassen. Es war immer eines der preiswertesten Studentenwohnheime der Universität. Die Einzelappartements und Familienwohnungen mit Preisen zwischen 250 und 480 DM (1996) oder 179 und 434 Euro (2007) waren recht begehrt: Bis zu drei Semester muss man auf einen Platz warten. Das Wohnheim hatte aber immer den Ruf eines hohen Ausländeranteils, proletenhaften Gebarens, dass ihre Bewohner suizidal gefährdet wären und dass ständig irgendwelche Flurfeste, Interfeste, Filmnächte, Pyjama-Partys, Geburtstage, Examensfeiern, Einstände und Ausstände gefeiert würden, ganz zu Schweigen von den abendlichen Treffen in der Inter-Bar, sodass ein regelmäßiges Studieren kaum möglich gewesen sein soll. Auch war der Name „Inter-Puff“ bekannt, weil auf den Fluren in der Regel keine geschlechtliche Trennung stattfand.

### Der Überfall der Pasdaran vom 24. April 1982

#### Vorgeschichte

##### In den iranischen Konsulaten München, Berlin und in der Botschaft in Bonn

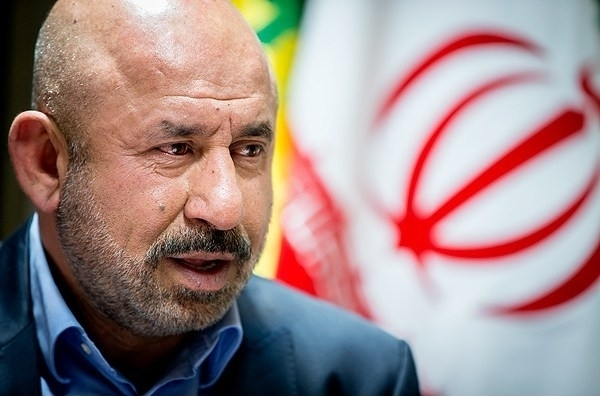
Kazem Darabi im Mai 2018, wurde am 12. Dezember 1982 wegen Landfriedensbruch zu acht Monaten Freiheitsstrafe auf Bewährung verurteilt

Die Auseinandersetzungen zwischen Gegnern und Befürwortern der Islamischen Revolution waren 1981 auch nach Deutschland übergegriffen. Am 11. Februar 1981 demonstrierten in München ca. 100 Iraner vor dem Generalkonsulat an der Prinzregentenstraße „Gegen die Herrschaft der Mullahs“. Im Juli 1981 stürmten iranische Studenten die Botschaft des Landes in Bonn und sprühten „Faschist Chomeini“ und „Schluss mit der politischen Ermordung“ an die Wände, verprügelten Botschaftsangehörige und Polizisten. Im gleichen Monat wurde das iranische Generalkonsulat in West-Berlin besetzt, Ajatollah-Plakate zerrissen und Räume demoliert. In Frankfurt gelang es Vermummten am 27. Juli 1981, am ersten Jahrestag des Todes von Schah Mohammad Reza Pahlavi, das Büro der Fluggesellschaft Iran Air zu besetzen.

##### Im iranischen Konsulat in Hamburg
Im Oktober 1981 legten der amtierende Geschäftsträger des iranischen Konsulates in Hamburg Konsul Kamran Malek, sowie zwei Stellvertreter, Hossein Moschari und Mehdi Monschi, sowie die Leiterin der Finanzabteilung des Generalkonsulats, Schiren Masdjasnaum, aus Protest über die Hinrichtungen und öffentlichen Massenmorde im Iran und über die Zustände im Konsulat die Ämter nieder und baten in Deutschland um politisches Asyl. Zur Begründung führte der Konsul aus, dass sich der iranische Geheimdienst SAVAMA im zweiten Stock seines Konsulates einquartiert hätte und dem Hausherrn den Zutritt verwehrte. Dort hausten, so Malek „acht oder zehn oder zwölf mit Messern, Fahrradketten und Schlagringen bewaffnete Überwachungsspezialisten“, über deren Aktivitäten der Konsul nur ungenaue Angaben machen konnte: Es wäre dort ein Computer installiert worden, mit dem nicht nur Namen aller Iraner in Norddeutschland erfasst wurden, sondern auch ihre politischen Aktivitäten. Nur so konnte ein Student, der in Hamburg an Chomeini-feindlichen Demonstrationen teilgenommen hätte, auf Heimaturlaub am Teheraner Flughafen verhaftet werden. So würde auch ein engmaschiges Netz von Spitzeln aufgebaut. Man kassierte dort die zur Verlängerung eingereichte Pässe und gab sie erst wieder heraus, wenn die Person Kooperationsbereitschaft erkennen ließ. Aber auch die Angehörigen des Konsulates wurden überwacht: Wenn morgens die Post käme, würde sie von einem Savama-Angehörigen in Empfang genommen und die geöffneten Briefe würden erst gegen Mittag an die Adressaten weitergereicht. Zwar wäre es auch zu Zeiten des Schahs zu Bespitzelung von Landsleuten gekommen, doch „damals“, so Malek, „kamen bloß Leute auf die schwarze Liste, die gegen den Schah waren, heute kommt jeder drauf, der nicht für Chomeini ist“. Ferner behauptete er, dass es in der iranischen Botschaft in Bonn nur noch zwei Berufsdiplomaten gäbe, der Rest wären revolutionäre Kader.

##### Zusammenfassung
Es kann daher vermutet werden, dass die Auseinandersetzung im Jahr 1982 eine Reaktion auf das Verhalten iranischer Dissidenten in Deutschland war, oder auch ein Teil der Kulturrevolution des Irans, die sich nun auch auf deutsche Universitäten erstreckte: So übte am 18. April 1980 der Ajatollah Chomeini im Rahmen der Freitagspredigt harte Kritik an den iranischen Universitäten, die seiner Meinung nach dem westlichen Vorbild folgten und die islamische Revolution gefährdeten:

„Wir fürchten uns nicht vor ökonomischen Sanktionen oder vor einer militärischen Intervention. Wovor wir uns fürchten, sind westlich orientierte Universitäten, die unsere Jugend mit falschen Werten für ihre eigenen westlichen Interessen manipulieren wollen!“

Aber auch die liberalen Umgangsweisen im Inter 1, das Zusammenleben der Geschlechter, könnten streng gläubigen Muslimen ein Dorn im Auge gewesen sein. Wahrscheinlich dürften wohl all diese Gründe dazu geführt haben, dass gerade das Inter 1 zum Ziel für den Anschlag ausgewählt wurde.

#### Beginn der Auseinandersetzung im Inter 1
Schon am 21. März 1982 hatten zwei Chomeini-Anhänger, die sogenannten „Pasdaran“, Anhänger der UISA vom Inter 1 einen Dissidenten des Regimes mit Tritten traktiert. Der Angegriffene rannte ins Inter 1 und rief im neunten Stock Freunde um Hilfe. Die Pasdaran hatten sich daraufhin mit weiteren Gesinnungsgenossen in einem Zimmer des Inter 1 verbarrikadiert. Der herbeigeholten Polizei gaben die Dissidenten an, bei den Eingeschlossenen handele es sich um „Beauftragte der iranischen Botschaft“ in Bonn, die hier und anderswo Regimegegner aufspüren sollten. Weil Elektrokabel und andere Schlagwerkzeuge in diesem Zimmer gefunden wurden, wurden alle Beteiligte zur Personalüberprüfung abgeführt. Diese zwei Pasdaran: „Daniel Rousha-Nafas“ und „Muhammed Ali Kavian-Talouri“, selbst Bewohner des Inter 1, waren auch Akteure bei der nachfolgenden Tat. Ihre iranischen Kommilitonen des Wohnheims vermuten, dass sie sowohl die Botschaft alarmierten als auch detailliert verraten hätten, in welchen Zimmern die Dissidenten wohnen.

#### Der Überfall auf das Inter 1
Am Samstag Abend, den 24. April 1982, dem zweiten Jahrestag der gescheiterten Operation Eagle Claw, kam es zu einem Überfall von ca. 200 bewaffneten iranischen Pasdaran, die brutal gegen ungefähr hundert dort lebende regierungskritische Landsleute vorgingen. Die Chemiestudentin Marion Hamm, Mieterin im siebten Stock des Hochhaues, erinnert sich an das militärisch organisierte Vorgehen der Pasdaran.

„Da kamen achtzig bis hundert Leute im Gleichschritt und im Gänsemarsch, schwer bewaffnet mit Stöcken, Messern, Kabeln und Ketten und riefen im Chor: Allahu akbar“

Elf Zimmer im siebten, achten und neunten Stock waren gezielt angegriffen und völlig zerstört worden. 28 Studierende, allesamt Dissidenten, wurden damals zum Teil schwer verletzt; zum Teil wurden ihre iranischen Pässe von den Pasdaran geraubt. Eine deutsche Studentin aus Worms starb am nächsten Tag an den Folgen des Überfalls. Die rheinland-pfälzische Polizei, die um 18:55 Uhr am Tatort eintraf, verstärkt durch Kollegen aus dem benachbarten Hessen, stellen nach der Tat 48 Kabelstränge und 22 Holzlatten mit Nägeln, drei Nunchakus, drei Metallrohre, ein Zimmermannsbeil, neun Sprühdosen mit CS-Gas, fünf Messer und Säcke voller Steine sicher. Die Angreifer waren zum Teil aus Aachen, Hannover, Hamburg, Kassel, Darmstadt, Dortmund und Köln angereist und hatten nicht nur Waffen, sondern vorsorglich auch Verbandszeug mitgenommen. 86 von ihnen, 83 Iraner, dazu zwei Türken und ein Afghane, waren am Folgetag in rheinland-pfälzische Untersuchungshaft genommen worden, weil sie „in Mainz – Universitätsbereich – als Chomeini-Anhänger sich mit einer Vielzahl Gleichgesinnter“ zusammengefunden haben sollen, „um politisch andersdenkende Iraner tätlich anzugreifen“, so der Haftbefehl. Bei der Personenangabe gaben alle unisono den Namen: „Mohammed Musliman“ an. Die Polizei soll sie, um ihre Namen herauszubringen, misshandelt und an den Hoden gezogen haben, so zumindest der iranische Botschafter im Interview. Sie verlangten umgehend ihre Freilassung und traten alsbald, um ihren Forderungen mehr Geltung zu verschaffen, in einen unbefristeten Hungerstreik.

#### Die Ermittlungen und die juristische, politische und behördliche Bewertung des Falles
Der Mainzer Oberstaatsanwalt Werner Hempler wollte ein klares Zeichen setzen. Doch nach eingehender Konsultation Bernhard Vogels mit Hans-Dietrich Genscher sollten alle Tatverdächtige aus Deutschland abgeschoben worden; was zur Folge hatte, dass die 86 Inhaftierten nun von der Untersuchungs- in die Abschiebehaft wechselten. Unter diesem, in führender Stellung, war Kazem Darabi. Zeugen haben zudem den Hodschatoleslam Hadi Ghaffari in westlicher Kleidung mit einem Funkgerät auf der anderen Seite der Saarstraße gesehen. Dies konnte allerdings nicht in einen ursächlichen Zusammenhang mit der Tat gebracht werden, was zur Folge hatte, dass gegen ihn nicht ermittelt werden konnte. Im Übrigen war er durch seine Mitgliedschaft im iranischen Parlament und seinen Diplomatenpass immun gegenüber deutschen Strafverfolgungsmaßnahmen. Es ist aber eine belegte Tatsache, dass er sich seit Februar 1982 die Bundesrepublik Deutschland aufhielt, um die iranische Botschaft in Bonn und das Generalkonsulat in Hamburg zu inspizieren und dass er dafür ohne Probleme ein Aufenthaltsvisum erhalten hatte. Für den damaligen rheinland-pfälzischen Innenminister Kurt Böckmann war die Aktion „ganz klar gesteuert“ und für den Justizminister Waldemar Schreckenberger sah es „stark so aus, als ob die Botschaft etwas damit zu tun hat.“ Der nicht akkreditierte iranische Botschafter Mohamad-Mehdi Navab-Motlagh (1979–1983) bestritt jedoch jede Verwicklung mit der Tat. Dieser war allerdings nicht nur „geschäftsführender“ Botschafter – der akkreditierte Botschafter war mit dem Schah geflohen – sondern im eigentlichen Sinne iranischer Interessenvertreter für die Kapitalanlagen seines Landes und von Anfang der achtziger Jahre bis 2005 auch Mitglied des Aufsichtsrates von Friedrich Krupp AG. Der Iran hatte Mitte der siebziger Jahre für 1,3 Milliarden Mark eine 25-prozentige Beteiligung an dem Konzern erworben. Navab-Motlagh besaß daher kein großes politisches oder diplomatisches Gewicht, wohl aber ein wirtschaftliches und darin ist wohl auch der Grund zu sehen, dass Teheran selbst im dritten Jahr der Revolution noch keinen neuen Botschafter benennen wollte und den studierten Ingenieur auf dem Posten, den er nach der Flucht des Botschafters nun einnahm, beließ.

„Ich bestreite jede Beteiligung der Botschaft. Das ist eine Falschmeldung der Mainzer Polizei. Mein Gewissen ist rein.“

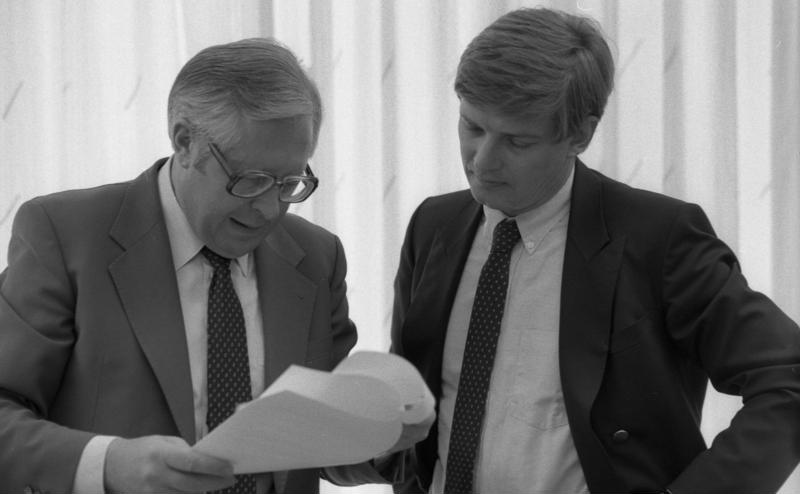
Vogel und Schleyer im Juni 1982: Sie wollten die Ausweisung

Das Oberverwaltungsgericht Rheinland-Pfalz in Koblenz wies alle Beschwerden gegen die Abschiebebeschlüsse zurück. Die Regierung in Teheran verweigerte jedoch die Rücknahme der Täter und forderte pro forma ein Strafverfahren gegen jeden einzelnen. Tatsächlich konnte der Kriminalrat Karlheinz Haur von der Mainzer Polizei kaum halbwegs sicher rekonstruieren, wer von den 86 Verhafteten Akteur am Tatort, wer sympathisierender Zuschauer und wer lediglich Teilnehmer der späteren Demonstration war. Wolfgang Gobbert, Vertrauensanwalt des iranischen Interims-Botschafters Mohamad-Mehdi Navab-Motlagh, führte aus, dass die Haupttäter hier wohl eingeflogene Revolutionswächter aus Teheran seien, Geheimdienstleute oder andere Rowdies, die Telefonkabel aus der Wand rissen, Pässe einkassierten und Knüppel schwangen und „doch wohl um 20 Uhr längst am Flughafen gewesen und abgeflogen“ seien. Ein iranischer Informatik-Student, der beim Angriff wohl passiver Sympathisant war, präsentierte eine andere Version der Ereignisse vom 21. April: Dass nämlich iranische Studenten an westdeutschen Universitäten von Chomeini-Feinden bedrängt und bedroht wurden. Im schiitischen Seminar in Frankfurt habe man vom „Meinungsterror“ in Mainz gehört: Zwei Iraner hätten dort wegen ihrer Pro-Chomeini-Attitüde ein Quasi-Hausverbot im Inter 1 erhalten. Daraufhin hätte man sich aufgemacht, um den befreundeten Kommilitonen den Zugang zum Zimmer zu erstreiten. Der rheinland-pfälzische Staatssekretär Hanns-Eberhard Schleyer suchte im Auftrag des Ministerpräsidenten Bernhard Vogels zwei Stunden lang im Bonner Außenministerium mit dem stellvertretende Außenminister des Iran Achmed Asisi nach einem Kompromiss: So verlangt Schleyer, der Iran müsse „seinen völkerrechtlichen Verpflichtungen nachkommen“ und etwa zehn Inhaftierten Pässe für die Ausreise ausstellen. Anschließend würde in sieben Härtefällen mit Nachsicht entschieden: verdächtige iranische Studenten im Examen sollten vorerst freigelassen werden und sich später einem Strafverfahren „wegen Landfriedensbruchs pp“ stellen. Doch die Haltung von Achmed Asisi blieb unverändert. So gab das Auswärtige Amt schließlich nach und man kam überein, die meisten Gewalttäter formell ohne Strafverfahren in den Iran zu entlassen, was ihnen aber die Möglichkeit bot, zu bleiben bzw. alsbald wieder nach Deutschland zu kommen. Kazem Darabi wurde aufgrund der eindeutigen gerichtsverwertbaren Beweislage am 12. Dezember 1982 wegen Landfriedensbruch zu acht Monaten Freiheitsstrafe verurteilt, die aber zur Bewährung ausgesetzt wurde. Die meisten der brutalen Schläger wurden bereits im Oktober 1982 aus der Abschiebehaft entlassen. Die Ausländerbehörde Mainz erteilte umgehend eine zwölfmonatige Duldung; nach den damaligen Vorschriften hätten es eigentlich nur sechs Monate sein dürfen. Die meisten von ihnen wechselten vor Ablauf der Aufenthaltserlaubnis nach West-Berlin, das nicht zum Hoheitsbereich der Bundesrepublik gehörte, und setzten dort ihr Studium bzw. ihre Tätigkeit fort. Im Fall Darabis wurde das Widerspruchsverfahren gegen die Ausweisungsverfügung nicht fristgerecht bearbeitet, was dazu führte, dass die Ausweisungsverfügung rechtsunwirksam blieb. Nach der Übersiedlung nach Berlin sprach der iranische Generalkonsul beim Berliner Senat vor und erwirkte eine Duldung bis Februar 1984. Selbst das Auswärtige Amt in Bonn verwandte sich, auf iranische Bitte hin, beim Berliner Innensenator mehrfach für ihn. In Darabis Berliner Ausländerakte findet sich der Satz:

„Die Behörde in Mainz verschleppte wohl absichtlich das Widerspruchsverfahren gegen die Ausweisungsverfügung.“

#### Täter und Opfer und Folgen
Wie fatal es war, die gewaltbereiten Täter nicht zu bestrafen bzw. auszuweisen, lässt sich am Fall des Kazem Darabi aufzeigen. Sie blieben weitgehend unbehelligt im Land, bewegten sich frei und standen dem Regime in Teheran weiter als Schläfer zur Verfügung. Im Oktober 1989 nahm Darabi seinen Einspruch gegen die Ausweisungsverfügung von Mainz zurück, womit diese dann rechtskräftig wurde. Gleichzeitig entfiel dabei die Sperre zur Erteilung einer neuen Aufenthaltserlaubnis, die er darauf beantragte. Das Ergebnis war, dass er im Januar 1990 eine weitere einjährige Aufenthaltserlaubnis bekam. Als es am 17. September 1992 und damit über zehn Jahre nach der Schlägerei in Mainz, in Berlin zum Mykonos-Attentat kam, da waren die Parallelen unverkennbar. Wieder hatten leitende Mitarbeiter des iranischen Generalkonsulats in Berlin Darabi, so die Ermittler, ähnlich eingesetzt, wie Mitglieder des iranischen Nachrichtendienstes in der Bonner Botschaft, was ebenso entschieden diplomatisch dementiert wurde:

„Ich verbürge mich dafür, daß weder offizielle noch geheimdienstliche Stellen im Iran irgend etwas mit dem Mykonos-Mordanschlag zu tun haben.“

Die Opfer sind nicht nur physisch zusammengeschlagen worden, sondern auch lebenslänglich eingeschüchtert und traumatisiert, wie etwa der ehemalige Mainzer Student Mehdi Jafari Gorzini, der heute für das Integrationsministerium in Rheinland-Pfalz arbeitet. Im Jahr 2000 kehrte er im Rahmen der Iran-Konferenz noch einmal kurz in sein Heimatland zurück. Seitdem hat er es nicht mehr gesehen, zu groß sei die Angst, festgenommen zu werden.

### Das Ende des Inter 1
Als die letzten Verträge zum 31. März 2015 ausgelaufen waren, wurde das Studentenhochhaus geräumt und intensiv auf strukturelle Mängel untersucht. In den Jahren des Leerstands wurde das Wohnheim immer wieder Ziel von Vandalismus und Graffiti. Ursprünglich war geplant, dass das Studentenhochhaus Teil eines neuen Medienhauses werden sollte. Doch der Beton aus den sechziger Jahren erwies sich als in einem zu schlechten Zustand. Daher entschied man sich für den Abriss. Dagegen gab es starke Proteste von Studentengruppen – auch eine Besetzung des Wohnheims – die aber im Kern ergebnislos blieben.

## Ehemalige Bewohner
- Felix Reda, deutscher Politiker
- Mehdi Jafari Gorzini, deutscher Politiker

## Film
- Der Abriss des Gebäudes wurde in dem Kurzfilm Chronos Arm (2024) verarbeitet.[26] Der Film basiert auf der gleichnamigen YouTube-Reihe, die während des Abrisses im Jahr 2021 erschien.[27]